# К'юро
К'юро (італ. Chiuro) — муніципалітет в Італії, у регіоні Ломбардія, провінція Сондріо.
К'юро розташоване на відстані близько 520 км на північний захід від Рима, 100 км на північний схід від Мілана, 9 км на схід від Сондріо.
Населення — 2518 осіб (2014).
Щорічний фестиваль відбувається 30 листопада. Покровитель — San Giacomo.

## Демографія
Населення за роками:

Станом на 1 січня 2023 року в муніципалітеті офіційно проживало 125 іноземців з 34 країн, серед них 45 громадян країн Євросоюзу та 9 громадян України.

## Сусідні муніципалітети
- Брузіо
- Кастелло-делл'Аккуа
- Ланцада
- Монтанья-ін-Вальтелліна
- Понте-ін-Вальтелліна
- Поск'яво
- Тельйо